# Castillo de Valencia de Don Juan
El Castillo de Valencia de Don Juan, también llamado Castillo de Coyanza, se encuentra en la localidad leonesa de Valencia de Don Juan, en España, villa llamada anteriormente Valencia de Campos y Coyanza. Es un edificio histórico, referente peninsular de la arquitectura gótico-militar. Obtuvo la declaración de Monumento Nacional por parte del gobierno provisional de la Segunda República. Se emplaza sobre un antiguo castro de las edades del Bronce, Hierro y época romana. Pertenece a la Fundación Instituto Valencia de Don Juan, con sede en Madrid, por donación de los herederos de la XXV Condesa de Valencia de Don Juan, Adelaida Crooke y Guzmán. En el año 1998 se firmó un convenio de cesión entre la Fundación Instituto Valencia de Don Juan y el Ayuntamiento de Valencia de Don Juan, por medio del cual la primera institución cedía a la segunda el uso y aprovechamiento del castillo durante 75 años (1998-2073).

## Historia

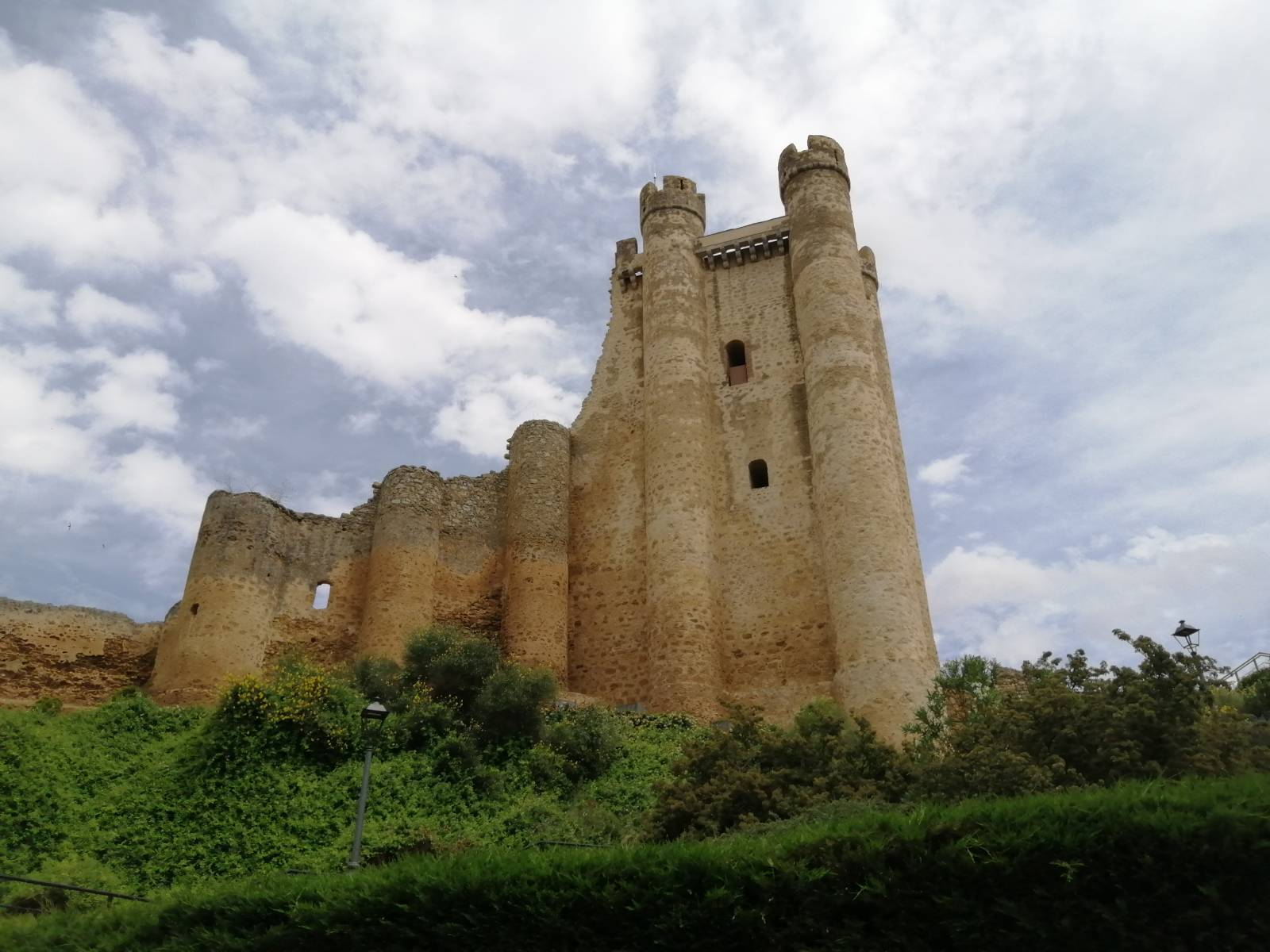
Castillo de Valencia de Don Juan.

La cuarta fortaleza de la que se tiene certeza en este solar fue mandada construir a finales del siglo XIV por el infante Juan de Portugal, I duque de Valencia de Campos, título concedido el 22 de diciembre de 1387, hijo bastardo del rey Pedro I de Portugal y de la noble gallega Inés de Castro. El infante Juan fue uno de los potenciales candidatos a la Corona portuguesa durante la crisis de 1383-1385, defendido por el partido legitimista-nacionalista, dirigido por Martín Vázquez de Acuña durante las Cortes de Coímbra de 1385 en las que la alta nobleza defendía su nombre como el legítimo pretendiente al trono. Exiliado en León, en Valencia de Campos establecería su castillo. Se casó dos veces: primero con María Téllez de Meneses, hija de Martín Alfonso Téllez de Meneses; y luego con Constanza Enríquez, hija ilegítima del rey Enrique II de Castilla, señora de Alba de Tormes. Del segundo matrimonio nació María de Portugal, que casaría con Martín Vázquez de Acuña, y heredarían el señorío de Valencia de Campos, continuando la construcción del castillo.

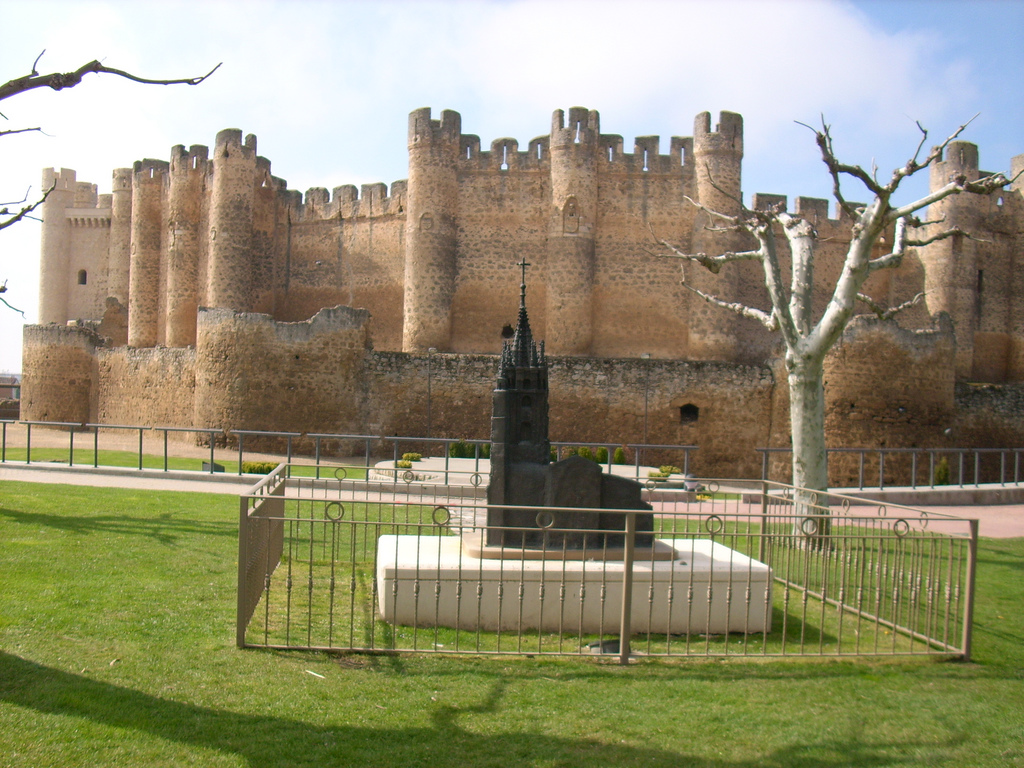
Barrera y muralla del castillo de Valencia de Don Juan.

El edificio actual se debe a Juan de Acuña y Portugal, tercer conde y segundo duque de Valencia de Don Juan, y su mujer Teresa Enríquez y está construido en mampostería de piedra, ladrillo y tapial. Sus blasones, junto a los de los Quiñones de León, son todavía visibles en las torres de la muralla. Durante la Guerra de Sucesión Castellana fue asediado en 1475, acto en el que murió Juan de Acuña y Portugal precipitado desde una de las ventanas del castillo. Abandonado a mediados del siglo XVI, su desmoronamiento se inició en el siglo XVII, desapareciendo sus forjados, bóvedas y cubiertas, además de las yeserías mudéjares que decoraban el interior de sus muros. 
Desde entonces el castillo fue restaurado en varias ocasiones desde mediados del siglo XX: entre 1950 y 1955 se reconstruyó parcialmente la torre del homenaje, en 1980 se consolidaron y sanearon las murallas, entre 1987 y 1988 se hicieron excavaciones arqueológicas y una pasarela de acceso, y entre 2004 y 2005 se reconstruyó parcialmente la torre del homenaje y se reconstruyó el segundo arco de entrada.
Como curiosidad, cabe reseñar que una fotografía invertida del castillo de Valencia de Don Juan sirvió de modelo y fue utilizada en los decorados de la película inglesa de 1975 Los caballeros de la mesa cuadrada y sus locos seguidores con el fin de dar vida a la fortaleza de Camelot, en la cual tenía su corte el rey Arturo, encarnado en este caso por Graham Chapman.

## Museo del castillo

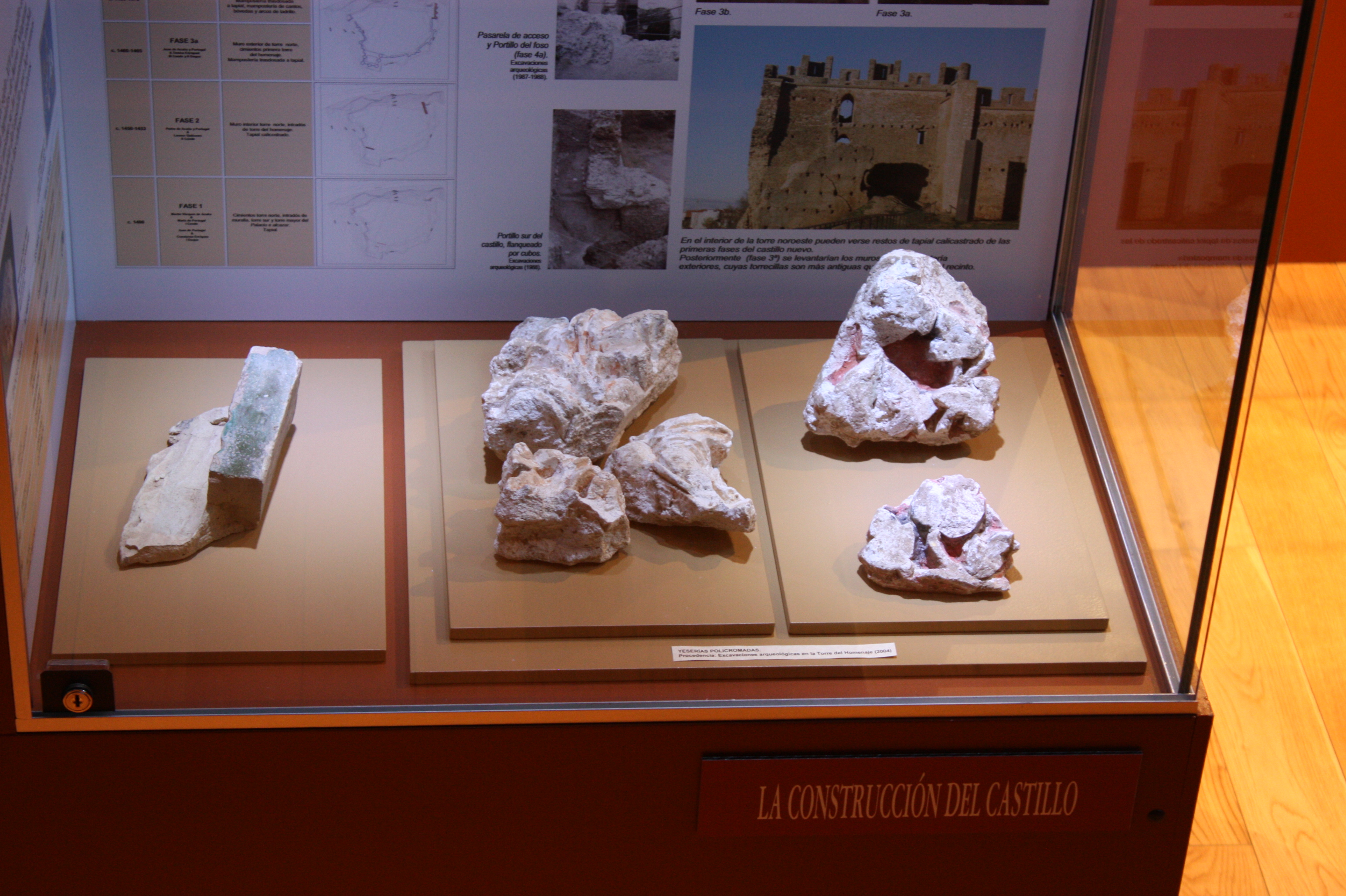
Yeserias góticas del castillo expuestas en el museo

En el año 2008 se inauguró el Museo del Castillo de Valencia de Don Juan, dentro de un edificio de hierro, madera y cristal instalado en el interior de la torre del homenaje. Esta colección museográfica se centra en la divulgación de la historia de Valencia de Don Juan, de su Castillo y de la familia de Acuña y Portugal, a través de materiales arqueológicos hallados en la localidad, fundamentalmente en el propio castillo como escudos, monedas o vajilla.